# Simeikîne
Simeikîne (în ucraineană Сімейкине) este o așezare de tip urban din raionul Krasnodon, regiunea Luhansk, Ucraina. În afara localității principale, mai cuprinde și satele Hlîboke, Krasnîi Iar și Radeanske.

## Demografie
Componența lingvistică a așezării de tip urban Simeikîne
     Rusă (88,24%)
     Ucraineană (11,5%)
Conform recensământului din 2001, majoritatea populației așezării de tip urban Simeikîne era vorbitoare de rusă (88,24%), existând în minoritate și vorbitori de ucraineană (11,5%).